# 拝啓、少年よ
『拝啓、少年よ』（はいけい、しょうねんよ）は、Hump Backの1枚目のシングル。2018年6月20日、Vapより発売。

## 概要
- メジャーデビュー作品。
- 前作『帰り道』から3年2ヶ月ぶりのシングル。現行体制となってからは初のシングルである。
- ジャケットの文字は林の手書きであり、写っている男性は林の義弟（兄の妻の弟）である[2]。
- 収録曲のうち、「拝啓、少年よ」「今日が終わってく」にはPVが制作され、2作とも監督は脇坂侑希が務めた。

## 収録曲
- 全作詞／全作曲：林萌々子、全編曲：Hump Back

1. 拝啓、少年よ［3：09］
歌詞は林が10代の頃に残していた書置きからできた。
いざ曲にしようと思った時、音信不通になっていた高校時代のバンド仲間の顔が思い浮かび、その仲間に向けて歌詞を書き直し、現在の形となったという[3]。
2. ナイトシアター［4：33］
3. 今日が終わってく［3：10］
PVには、2018年4月21日に高田馬場Club PHASEで行われた「hanamuke」リリースツアー最終公演の映像が使われている。
4. VANS［1：54］

## タイアップ
- 日本テレビ系『バズリズム02』2018年6月度エンディングテーマ (#1)
- 熊本朝日放送『第102回全国高等学校野球選手権 熊本大会』テーマソング (#1)
- 進研ゼミ高校講座CMソング(#1)